# Jish
Jish (en arabe: الجش; en hébreu: גִ'שׁ, גּוּשׁ חָלָב) aussi appelé Gush Halav est une ville de Haute-Galilée, situé sur les pentes nord du Mont Meron, à 9 kilomètres au nord de Safed, dans le district du Nord d'Israël. Sa population est majoritairement maronite et grecque-catholique melkite (entre de 55% et 10%), avec une minorité musulmane sunnite (environ 35%),.
Israël a accordé aux chrétiens de rite syriaque de Jish la reconnaissance de leur appartenance à l’ethnie officielle des Araméens.

## Histoire

### Guerre de 1948
L’armée israélienne s’empare de Jish le 29 octobre 1948, au cours de l’opération Hiram et massacre la population. D’après l’historien Saleh Abdel Jawad, au moins 100 personnes sont tuées Benny Morris écrit que « les soldats ont apparemment une dizaine de prisonniers de guerre marocains (qui servaient dans l’armée de libération arabe) et des civils, dont, apparemment, quatre chrétiens maronites, et une femme et son bébé ».
Le premier ministre israélien, David Ben Gourion, ordonne une enquête sur ces morts ; aucun soldat israélien n’est conduit à un procès bien que l’enquête de l’armée conclut par l’ordre que ceux qui sont responsables des meurtres injustifiés doivent être jugés « immédiatement ».
De nombreux habitants de Jish sont forcés de quitter le village et se réfugient au Liban. Quelques chrétiens du village voisin de Kafr Bir'im sont réinstallés à Jish et sont désormais citoyens d’Israël, mais continuent de demander le droit au retour à leurs anciens villages.

### Période israélienne
En octobre 1950, un raid de l’armée israélienne conduit à l’arrestation de sept contrebandiers qui sont déshabillés, attachés et tabassés. Ils sont libérés sans poursuites.
Elias Chacour, archevêque de l’Église grecque-catholique melchite, dont la famille a été installée à Jish, a écrit qu’il a découvert une fosse commune contenant environ 25 corps, à l’âge de huit ans.